# Tractat de Dovydiškės
El tractat de Dovydiškės (en lituà: Dovydiškių sutartis; (en polonès: Traktat w lasach dawidyskich o Traktat w Dawidyszkach), Daudiske, o Daudisken, va ser un tractat secret signat el 31 de maig de 1380 entre Jogaila, el Gran duc de Lituània, i Winrich von Kniprode, el Gran mestre de l'orde Teutònic. El tractat estava dirigit contra l'oncle de Jogaila, Kęstutis, i els seus efectes van precipitar la Guerra Civil lituana de 1381-1384.

## Antecedents
El tractat va ser signat poc després de la mort del Gran duc Algirdas, el 1377. Algirdas va nomenar com a successor el seu fill Jogaila, i no Kęstutis, el seu germà i cogovernant. Kęstutis i el seu fill Vitautas van reconèixer el títol de Jogaila i van mantindre relacions amistoses amb ell, fins i tot quan el dret de Jogaila al títol va ser posat en dubte per Andréi de Pólotsk, el fill gran d'Algirdas. Els cavallers teutònics van continuar la seva croada contra la Lituània pagana. Es va organitzar una gran campanya a l'hivern de 1378. Els teutònics van arribar a Brest i al riu Prypiat. L'orde Livonià va saquejar Upytė. Una altra campanya va avançar cap a la capital, Vílnius. Kęstutis va oferir negociar una treva i el bescanvi de presoners. El 28 de setembre de 1379, es va signar una treva per deu anys a Trakai. Va ser l'últim tractat que Kęstutis i Jogaila van signar plegats. Tanmateix, la treva protegia només els territoris cristians (al sud), per la qual cosa els territoris pagans de Kęstutis al nord i l'oest encara eren vulnerables als atacs dels Cavallers. Al febrer de 1380, Jogaila, sense Kęstutis, va signar una treva de cinc mesos amb l'orde Livonià per protegir els seus dominis lituans i Polotsk, que acabava de captivar el seu rival Andréi de Pólotsk.

## Disposicions
Per disfressar la signatura del tractat, els cavallers teutònics van organitzar una cacera de cinc dies al maig de 1380. El costat lituà estava representat per Jogaila i el seu conseller Vaidila, Vitautas i el seu conseller Ivan Olshanski. La presència de Vitautas complicava donar explicacions sobre el tractat i no és clar el seu coneixement de les negociacions. Els Cavallers van enviar el Grosskomtur Rüdiger von Elner, el komtur d'Elbing Ulrich von Fricke, i el vogt de Dirschau Albrecht von Luchtenberg. El lloc on es va signar el tractat no es coneix. El nom Dovydiškės solament s'ha trobat a les cròniques de Wigand de Marburg com Dowidisken. El tractat esmenta Daudiske; els textos en llengua alemanya han usat Daudiske o Daudisken. Algunes teories sostenen que el tractat es va signar en algun lloc entre Kaunas i Insterburg, o que el poble es deia Šiaudiniškė (Szaudiniszki).
Les clàusules del tractat eren, a grans trets, complicades i no gaire clares. Jogaila i els Cavallers acordaven de no atacar-se. Basant-se en els termes de l'acord, Jogaila es comprometia a no intervenir en cas d'atac per part de l'orde contra Kęstutis o els seus fills. Malgrat tot, en cas d'haver de simular per a evitar sospites, aquesta intervenció no seria una violació del tractat. Els historiadors ressalten que la signatura de Jogaila d'aquest tractat seria una mica supèrflua, ja que les terres de Jogaila estaven protegides per deu anys per la treva de Trakai, signada el 1379. El propòsit principal del tractat era garantir la neutralitat dels cavallers teutònics en la lluita de poder entre Jogaila i els seus germans, els ducs Andréi de Pólotsk i Dmitri I de Briansk, i el seu aliat Dmitri Donskói, Gran duc de Moscou. Jogaila, havent assegurat el seu front occidental, va dirigir la seva atenció a l'est, on es va aliar amb l'Horda d'Or per a la batalla de Kulikovo contra el Gran ducat de Moscou. Alguns historiadors culpen d'instigar l'acord a Uliana de Tver, mare de Jogaila, o al seu conseller Vaidila, mentre que d'altres manifesten diferències generacionals: Kęstutis tenia al voltant de 80 anys i estava determinat a no acceptar el cristianisme, mentre que Jogaila en tenia uns 30 i cercava convertir i modernitzar el país.

## Conseqüències
El 1381, sense violar el tractat, els cavallers teutònics van saquejar el ducat de Trakai i Samogítia, terres de Kęstutis. Mentre saquejaven Trakai, els cavallers teutònics van usar bombardes per primera vegada, i van destruir Naujapilis i prengueren com a presoneres unes 3.000 persones. A continuació, els Cavallers van informar Kęstutis sobre el pacte secret de Jogaila. Kęstutis va dubtar i va demanar consell al seu fill, que li va contestar que no s'havia fet cap tractat. A finals de 1381, Kęstutis va decidir lluitar contra Jogaila. Va capturar Vílnius i es va declarar Gran duc. Començaria aleshores una guerra civil que acabaria amb la mort de Kęstutis al castell de Kreva i la reconciliació de Vitautas amb Jogaila el 1384.